# Polybotrya caudata
Polybotrya caudata là một loài thực vật có mạch trong họ Dryopteridaceae. Loài này được Kunze miêu tả khoa học đầu tiên năm 1834.